# Шалаев, Владимир Михайлович
Влади́мир Миха́йлович Шала́ев (род. 18 февраля 1957, Красноярск) — российский и американский физик, ведущий мировой эксперт в области нанофотоники, плазмоники и оптических метаматериалов. Заслуженный профессор электротехники и вычислительной техники (Bob and Anne Burnett Distinguished Professor of Electrical and Computer Engineering), а также профессор физики в Университете Пердью. Кандидат физико-математических наук. Член APS, IEEE, OSA, MRS, SPIE. Лауреат премий Макса Борна, Уиллиса Лэмба и Фрэнка Айзексона.

## Биография
Владимир Шалаев родился и вырос в Красноярске, учился в школе № 10 с физико-математическим уклоном (в одном классе с профессором О. А. Карловой). В 1979 году окончил с отличием физический факультет Красноярского государственного университета. В 1983 году защитил диссертацию на соискание учёной степени кандидата физико-математических наук на тему «Нелинейные оптические процессы в условиях устранения доплеровского уширения».
В 1983—1990 гг. старший научный сотрудник лаборатории когерентной оптики Института физики имени Л. В. Киренского СО АН СССР и доцент КГУ, а также преподаватель (1979—1986) и директор (1983—1984) Красноярской летней школы.
После отъезда из СССР работал в Гейдельбергском университете (1990—1991) и университете Торонто (1991—1993). С 1993 года ассоциированный профессор Университета штата Нью-Мексико, с 1997 года — профессор.
С 2001 года работает в Университете Пердью: профессор электротехники и вычислительной техники (2004), профессор биомедицинской инженерии (2005), професор физики (2011), научный директор по нанофотонике Центра нанотехнологий Бирка (2011), основатель и содиректор Квантового центра Пердью (2015), директор Центра квантовой фотоники (2019).
С 2010 года член консультативного научного совета фонда «Сколково».

## Исследования
Фотоника и материаловедение. Оптоэлектронные свойства мезоскопических и наноструктурированных систем. Нелинейная оптика и спектроскопия. Оптические сенсоры. Оптические свойства наноструктурированых материалов. Нанокомпозиты метал-диэлектрик и тонкие металлические плёнки. Наночастицы и их совокупности. Fractal and percolation composites. Квантовая электроника и оптические коммуникации. Фотонные кристаллы. Плазмонические наноматериалы.

## Членство в организациях
- член Американского физического общества (APS, 2002) — за важные исследования оптических свойств новых плазмонных наноматериалов и их применение в фотонике, спектроскопии и лазерной физике[8].
- член Оптического общества Америки (OSA, 2003) — за значительный вклад в оптику новых плазмонных наноматериалов, а именно металл-диэлектрических перколяционных пленок, фрактальных агрегатов и композитов с фрактальными микрополостями[9].
- член Общества оптики и фотоники (SPIE, 2006) — за особые достижения в области плазмонной нанофотоники и оптических сенсоров[10].
- член Института инженеров электротехники и электроники (IEEE, 2010) — за вклад в нанофотонику и разработку оптических материалов[11].
- член Общества исследования материалов[англ.] (MRS, 2015)[12].

## Награды
- 2010 — Премия Уиллиса Лэмба — за новаторские исследования оптических метаматериалов и плазмонных наноструктур[13].
- 2010 — Премия имени Макса Борна — за конструктивный вклад в теорию и в экспериментальную реализацию оптических метаматериалов[14].
- 2012 — Медаль ЮНЕСКО «За вклад в развитие нанонауки и нанотехнологий»[15].
- 2015 — Премия Уильяма Штрайфера — за новаторский вклад в теорию и в новаторскую экспериментальную реализацию оптических метаматериалов[16].
- 2020 — Премия Фрэнка Айзексона[англ.] — за новаторский вклад в науку о композитных оптических материалах и метаматериалах, включая основополагающую работу по пониманию наноразмерных оптических композитов, а также за разработку метаматериалов и метаповерхностей для важнейших приложений фотоники[17].
- 2017—2021 — Высокоцитируемый исследователь (Highly Cited Researcher) в области физики по версии Web of Science[18].

### Интервью
- Метаматериалы, квантовые компьютеры и сверхтонкие линзы: чем занимается нанофотоника. indicator.ru (26 сентября 2017). Дата обращения: 18 мая 2022.
- Сделать невидимое видимым. Владимир Шалаев — о фотонике, практическом приложении науки и о бюрократии. ТАСС (8 ноября 2017). Дата обращения: 18 мая 2022.